# Обърн (Мейн)
Обърн (на английски: Auburn) е град в САЩ, щата Мейн. Градът е административен център на окръг Андръскогин. Населението на Обърн е 23 033 души (по приблизителна оценка от 2017 г.).